# メドラー (火星のクレーター)
メドラー (Mädler) は、火星のメリディアニ平原の南部に位置するクレーター。世界最初の精密な月面図を作成したドイツの天文学者、ヨハン・ハインリッヒ・メドラーにちなんで名づけられた。火星の標準子午線のごく近く、ベーアから東方に約10度の地点に位置している。南緯10.7度、東経2.7度である。